# Fritz Wächtler

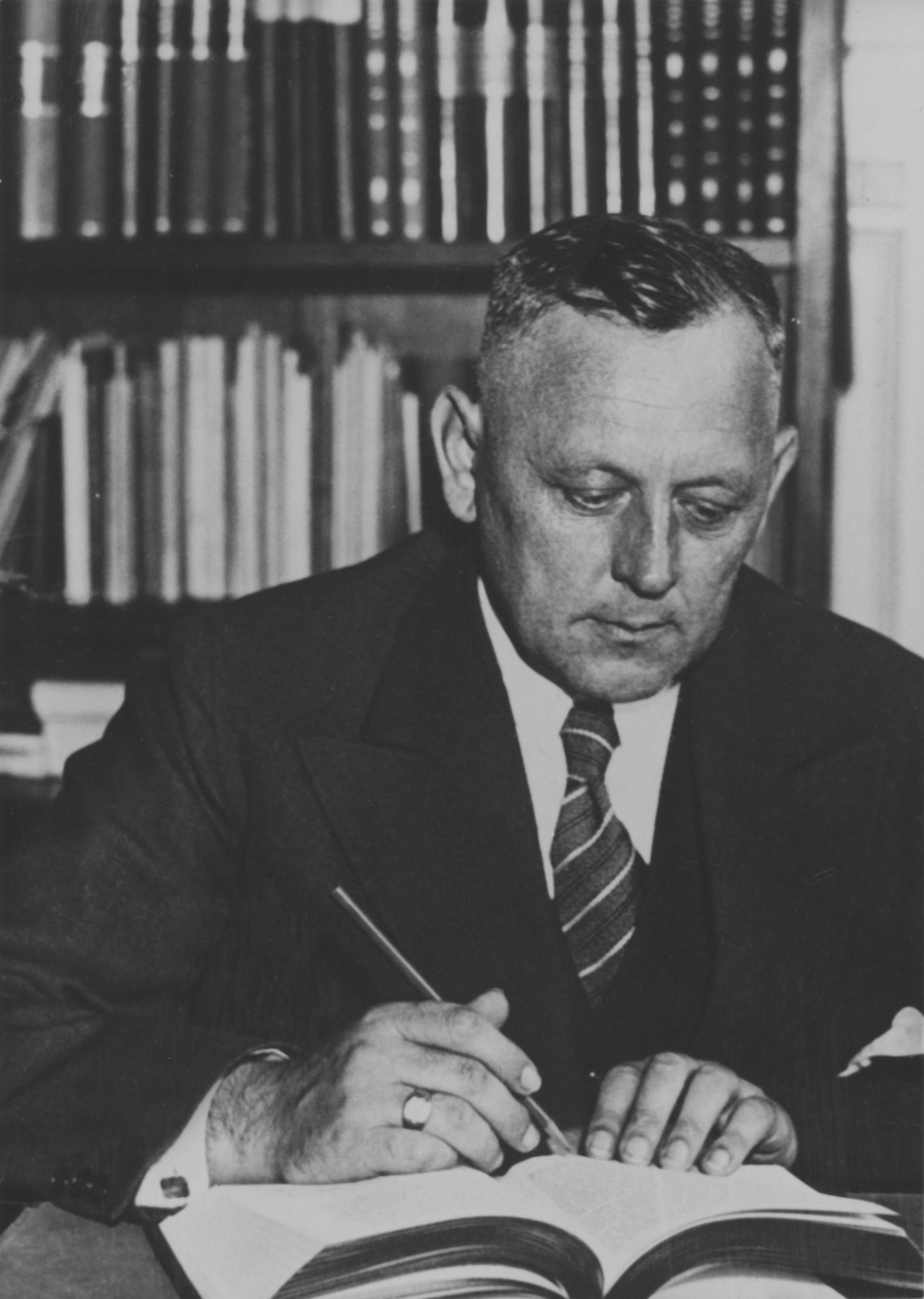
Fritz Wächtler

Fritz Wächtler

Fritz Wächtler (* 7. Januar 1891 in Triebes; † 19. April 1945 in Waldmünchen) war ein deutscher Politiker (NSDAP), NSDAP-Gauleiter der Bayerischen Ostmark und SS-Obergruppenführer (1944).

## Leben
Wächtler, Sohn eines Uhrmachers, wurde zwischen 1905 und 1911 auf dem Weimarer Lehrerseminar zum Volksschullehrer ausgebildet. Nach zweijähriger Lehrertätigkeit und dem Wehrdienst als Einjährig-Freiwilliger leistete er ab 1914 Kriegsdienst im Ersten Weltkrieg, wurde 1915 zum Leutnant der Reserve befördert und mehrfach ausgezeichnet.
Nach Kriegsende arbeitete Wächtler zunächst erneut als Lehrer in Thüringen, bis er im April 1926 der NSDAP beitrat (Mitgliedsnummer 35.313). In seiner neuen Funktion war Wächtler Gründer und Leiter der Ortsgruppe von Triebes und Führer der dortigen SA. Gleichzeitig wurde er Bezirksleiter der Partei für Weimar-Nord.
Im Juni 1929 wurde Wächtler zum Gauorganisationsleiter und stellvertretenden Gauleiter für den Gau Thüringen ernannt und im Dezember 1929 zum Mitglied des Landtages gewählt. Ab August 1932 fungierte Wächtler als Volksbildungsminister im Kabinett von Fritz Sauckel und bis Anfang 1936 unter Willy Marschler. Von Mai 1933 bis Dezember 1935 hatte er zusätzlich das Amt des Innenministers inne.
In dieser Funktion erließ er am 20. Dezember 1933 eine polizeiliche Verfügung des Ministeriums des Inneren, welche die Kompetenzen des Stiftungskommissars der Carl-Zeiss-Stiftung in Jena über die der Geschäftsleitung stellte, was aber durch das Statut der Stiftung nicht erlaubt war. Nach 11 Monaten musste infolge der Klage der Geschäftsleitung von Carl Zeiss (Bauersfeld, Henrichs, Kotthaus), der eingesetzte Stiftungskommissar Dietz durch Esau ersetzt werden und die Änderung des Statutes der Stiftung rückgängig gemacht werden.
Seit November 1933 war Wächtler NSDAP-Reichstagsabgeordneter.
Im November 1934 trat Wächtler in die Schutzstaffel (SS-Nr. 209.058) als SS-Oberführer ein.
Als Nachfolger des am 5. März 1935 bei einem Flugzeugabsturz in Bayreuth tödlich verunglückten Gauleiters Hans Schemm wurde Wächtler am 5. Dezember 1935 zum Gauleiter der Bayerischen Ostmark ernannt, gleichzeitig Leiter des „NSDAP-Hauptamtes für Erziehung“ und kommissarischer Leiter des „NS-Lehrerbundes“. Ab Januar 1936 agierte er auch als „Sachbearbeiter für Volksschulfragen“ im Stab von Rudolf Heß.
Ende Januar 1936 wurde Wächtler zum SS-Brigadeführer und im April 1937 zum SS-Gruppenführer befördert. Bis 1938 war er zugleich kommissarischer Oberbürgermeister der Stadt Bayreuth.
Als Alkoholiker neigte Wächtler zu unbeherrschten Ausbrüchen und Bloßstellungen Untergebener. Winifred Wagner beklagte sich mehrfach bei Hitler über Wächtler. Wohl auch darum wurde er auch von Hitler wenig geschätzt,  blieb jedoch bis März 1945 unangetastet. Es wird vermutet, dass Hitler in den letzten Kriegsjahren keine Unruhe wollte.
Am 16. November 1942 erhielt Wächtler das Amt des Reichsverteidigungskommissars in seinem Gau und erhielt im August 1944 den Rang „SS-Obergruppenführer“. Nach dem Vorstoß der 3. US-Armee auf die Gauhauptstadt Bayreuth wurde Wächtler wegen vorzeitigen Verlassens seiner Befehlsstelle in Bayreuth von einem SS-Kommando in der Gauleitungs-Ausweichstelle bei Waldmünchen erschossen. Angeblich erfolgte die Exekution auf persönlichen Befehl Adolf Hitlers, vermutlich jedoch ging dem Befehl eine Intrige seines Stellvertreters Ludwig Ruckdeschel mit Martin Bormann voraus.
Der Fanatiker Ruckdeschel galt als langjähriger Rivale Fritz Wächtlers. Im April 1945 bezichtigte er ihn der Fahnenflucht und denunzierte ihn offensichtlich beim Führerhauptquartier. Am Morgen des 19. April 1945 fuhren Ruckdeschel und eine Abteilung von 35 SS-Männern vor das Grenzhotel in Herzogau, wo sich Wächtler aufhielt. Wächtler wurde abgeführt, an einen Baum gestellt und erschossen. Ruckdeschel wurde sein Nachfolger und gab bekannt, Wächtler sei aus der NSDAP ausgestoßen und wegen Feigheit im Angesicht des Feindes hingerichtet worden. „Jedem ‚Schuft und Verräter‘, der sich ebenso verhalte, drohe das gleiche Schicksal.“  1948 wurde Ruckdeschel zu acht Jahren Haft verurteilt, allerdings nicht wegen der Erschießung Wächtlers, sondern unter anderem der Ermordung von Domprediger Johann Maier, der sich an einer Kundgebung zur kampflosen Übergabe der Stadt Regensburg beteiligt hatte.